# 黃朝琴
黃朝琴（1897年10月25日—1972年7月5日），字蘭亭，筆名超今、念臺:7，出生於臺灣嘉義縣鹽水港（今臺南市鹽水區），中華民國外交、政治人物。其妹為日治時代台南知名詩人黃金川。黃朝琴早年留學日本，後負笈美國，研究國際公法，學成後赴中華民國，任職南京國民政府外交部。擔任省議長、中國國民黨中央委員等職，主持臺灣省議會近二十年，為台灣1950年代「半山」派的政治人物代表，與連震東、黃國書、林頂立等人都是台灣的「半山」政治人物。親近政學系，為國民黨統治台灣的中介，任職台北第一商業銀行董事長。晚年接收游彌堅贈與之日產，變作己用，經營國賓飯店，同時擔任台灣銀行常務董事、工商銀行董事長、代理英國亞細亞石油台灣販售權。

## 早年生平及求學
1897年10月25日，出生於日屬臺灣的嘉義縣鹽水港，在他十歲時祖父與父親先後去世，由母親蔡氏扶養他與弟妹長大:1。1914年他自鹽水港公學校（今臺南鹽水國小）畢業:131，畢業時成績不佳:5。之後升學就讀彰化公學實業科，但要升二年級時因故返家繼承父業管理家產而輟學:6:131。之後黃朝琴經營自行車批發生意，及大阪丸代理店，於新營及鹽水等地設有倉庫，而後來據黃朝琴之回憶錄，他因為自覺學歷不足，又看見日本人欺負臺灣人的行徑，遂決定去東京求學:7。
1917年，到了日本東京後，黃朝琴剃光了頭，住在「下宿屋」裡，並叫先前已到日本神戶讀商事學校的弟弟黃朝碧過來同住，之後進入正則英語學校與研數學館補習，約過半年後考入日本中學校（今日本學園中學校・高等學校）三年級，其弟則轉入該校二年級:8:132。
1920年，就讀於日本早稻田大學經濟科，在此期間曾與友人創辦《台灣民報》。1923年發表〈漢文改革論〉，主張普及白話文。之後黃朝琴前往美國留學於伊利諾大學。

## 赴中及從事外交
- 1925年，加入中國國民黨，翌年獲得政治學碩士。其後前往中華民國。
- 1928年，起入中華民國外交部僑務局服務，歷任亞洲司科員、科長，駐舊金山、加爾各答總領事。
- 1938年，駐舊金山總領事任內處理「廣源輪案」。經查證此輪船上有廢鐵2000多噸準備運往日本，黃朝琴懷疑其供製作軍火用於入侵中國，故先拒不發證，後船東擬撤回申請國籍證書，將船轉手而試他國籍，黃乃發證，但又暫不交付，使船仍無法離港。

## 戰後回臺及晚年
1945年，以外交部駐台特派員兼任台北市市長，為戰後首任台北市長。
1946年，臺灣省參議會成立，在陳儀支持下直取省參議會議長，原本呼聲頗高的林獻堂黯然退場。正副議長分別由黃朝琴、李萬居出任，秘書長由中央簡派連震東出任，半山集團壟斷台灣民意機關。黃朝琴擔任第1、2、3屆臨時省議會及第1、2屆省議會議長，先後達17年之久。
1947年，起出任台灣第一銀行董事長，並先後擔任台灣銀行常務董事，第五屆聯合國大會中華民國全權代表等要職。二二八事件期間，任台北二二八事件處理委員會連絡組組長。在歷史研究中，黃朝琴被認為是國民黨作為「以台制台」之用。
1963年，黃朝琴自省議會退休，轉而投資國賓飯店。根據吳濁流於《台灣連翹》中所述，黃朝琴偽稱要在中山北路的天理教建地蓋「劉銘傳紀念館」，接收土地後利用通貨膨脹，從台灣銀行貸得了一大筆錢，買下建築材料囤積。然後利用總統府翻修副主任的地位，將修繕總統府的鐵筋變更使用，為美軍顧問團團長蔡斯蓋宿舍。宿舍蓋好後，將餘下建材的一部份出售，還清台灣銀行的貸款。蔡斯將軍卸任回去後，拆除被宿舍。當時人們以為這回「劉銘傳紀念館」必可蓋起來，豈料蓋出來的卻是國賓飯店。:167-168調查局內部資料亦指出天理教土地為游彌堅接收日產後贈與黃朝琴。變相將公共財挪為己用。退休後的黃朝琴同時擔任台灣銀行常務董事、工商銀行董事長、代理英國亞細亞石油台灣販售權。
1967年，黃朝琴為鹽水港公學校校長森榮立碑以示懷。
1972年7月5日，黃朝琴因肝癌不治去世。享壽七十六歲。同日，臺灣省議會決議將會旗下半旗三天，表達對黃朝琴的懷念。

## 著作
黃朝琴的著作有：
- 《日本統治下之臺灣》（英文本‧未刊）
- 《中華民族海外之發展》
- 《廣源輪案》（中、英文）
- 《我的回憶》：回憶錄，由王紹齋校訂1981年12月由黃陳印蓮出版；於《中外雜誌》（1982年3月－1983年11月）連載時改題「黃朝琴回憶錄」；龍文出版社於1989年6月15日出版，書名仍為《我的回憶》[10]，2001年5月1日再版時改稱《朝琴回憶錄之台灣政商耆宿》。

## 紀念
- 黃朝琴逝世後，鹽水當地的「東門路」改名為「朝琴路」至今，以表示紀念[11][12]。

- 立法院民主議政園區朝琴紀念館建於1963年4月，時值舉行第二屆省議會第六次臨時大會，因時任議長黃朝琴已決定不再參加競選，因此省議員許世賢、謝東閔、梁許春菊、李建和、郭雨新共同提案，認為自省參議會成立，歷經臨時省議會至改制為省議會已17年，黃朝琴擔任議長之職始終未離開崗位，領導議壇厥功甚偉，且省議會疏遷至霧峰，營建新址，擘畫設計，事必躬親，辛勞備至，為尊崇黃朝琴議長功績，提請以省議會一棟建築物做為永久紀念，因當時省議會正在興建圖書館，因此決議將圖書館定名為「朝琴圖書館」，1963年12月由省議會首任議長黃朝琴及時任議長謝東閔主持剪綵啟用典禮。1973年黃朝琴先生逝世後，有鑒於他對臺灣民主化與奠定議政制度貢獻至鉅，更名為「朝琴紀念館」。[13]

- 黃朝琴從1946年起陸續擔任臺灣省參議會、臺灣省臨時省議會，與第1屆、第2屆臺灣省議會議長，前後共計5屆，直至1963年告別議壇，前後主持議會議政長達17年之久。1973年1月28日省議會為感念他對省議會議事制度的建立，及霧峰園區規畫建設貢獻卓著，省議會特於議事大樓前右側草坪上豎立塑像，塑像由知名雕塑家蒲添生所作，並由時任副總統嚴家淦題字，議長謝東閔撰文紀念，以資後人緬懷。[14]

|  |

## 評價
- 沈呂巡：「廣源輪案可說是我們近代外交史上一場有意義的勝仗，它包括了外交交涉、法庭攻防、國際法的運用、僑務的組織等，各節均仍可作今天外交實務的範例。而最主要的仍是做事的氣魄，中國海岸線雖已遭日本封鎖，黃先生仍想到去徵用該輪，並數催國內速准，在本案上反封鎖了日本。」 [15]
- 前省議員、立法委員郭國基評黃朝琴為「新辜顯榮」。林曙光分析是黃朝琴想任臺灣總督卻希望落空，目睹謝東閔出任省主席後即謝世。[16]吳濁流在《台灣連翹》亦提及「許多人都拿黃朝琴與辜顯榮相比並論。總之，辜顯榮是白手空空成了一代富豪，黃朝琴則是僅以西裝一襲回來，亦成億萬富翁。」[7]:168

## 荣誉
- 四等景星勋章（1946年1月1日批准[17]）

## 外部連結
- 臺灣省諮議會-黃朝琴 （页面存档备份，存于）